# Graecia capta ferum victorem cepit

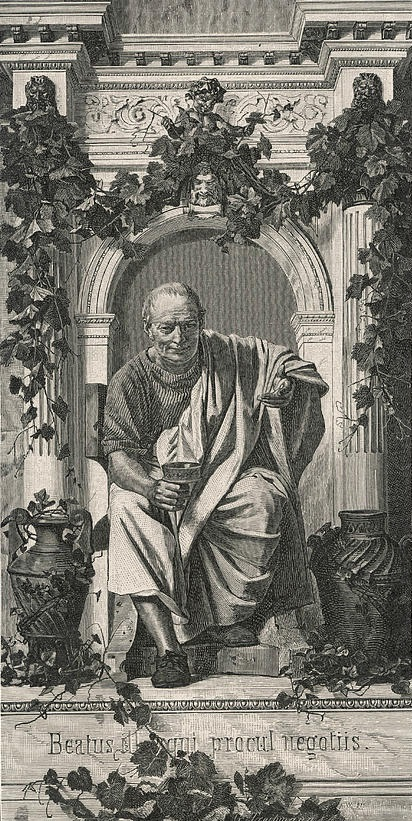
Ritratto immaginario di Orazio eseguito da Anton von Werner.

La frase latina Graecia capta ferum victōrem cepit significa: «la Grecia, conquistata [dai Romani], conquistò il selvaggio vincitore». Corrisponde a parte del verso 156 del componimento iniziale del secondo libro delle Epistole di Orazio, che così continua: et artes intulit agresti Latio («e le arti portò nel Lazio agreste»).
Roma conquistò la Grecia con le armi, ma questa, con le sue lettere e arti, riuscì a incivilire il feroce conquistatore, rozzo e incolto.
La locuzione sancisce quindi il primato della cultura sul mero potere militare.

## Interpretazioni
Studi novecenteschi hanno riconosciuto nell'esametro una precisa allusione alla presa di Corinto del 146 a. C. e al trasporto fin nel Lazio delle statue greche bottino di guerra da parte del console Mummio: Graecia capta sarebbe il calco di Achaia capta, formula epigrafica assai diffusa e correlata al console vincitore per datare il trionfo militare sulla città.

## Fortuna
Il celebre verso oraziano è stato oggetto, nel corso dei secoli, di molteplici riadattamenti. Per esempio, il poeta Ovidio ne offre una reminiscenza – attraverso la ripresa di due sostantivi – in Fasti 3, 101: «Nondum tradiderat victas victoribus artes / Graecia, facundum, sed male forte genus».
In riferimento all'Italia è stato affermato: «Come la Grecia conquistata conquistò il selvaggio vincitore e le arti portò nel Lazio agreste, così l'Italia, conquistata da Francesi e Tedeschi, conquistò a sua volta Francia e Germania e portò la dolcezza di una vita migliore». Anche altri studiosi dell'Italia rinascimentale, tra cui Giulio Natali, Piers Baker-Bates, Natale Addamiano e Amedeo Quondam, hanno evocato il topos oraziano in riferimento al primato culturale detenuto dall'Italia rinascimentale sulle potenze (come la Francia, l'Impero, la Spagna) che si contesero parti della penisola durante le guerre d'Italia del XVI secolo.